# Anton Bernhard Fürstenau
Pour les articles homonymes, voir Fürstenau.
Anton Bernhard Fürstenau (né le 20 octobre 1792 à Münster, mort le 18 novembre 1852 à Dresde) est un flûtiste et compositeur allemand.

## Biographie
Anton Bernhard Fürstenau a pris ses premières leçons de flûte à bec auprès de son père, le flûtiste Kaspar Fürstenau (1772-1819). À sept ans, il se produit pour la première fois, et à l'âge de douze ans, il devient membre de la Oldenburgischen Hofkapelle. Des tournées de concert avec son père l'amènent à Berlin, Munich, Copenhague, Saint-Pétersbourg, Vienne et en 1815 à Prague, où il rencontre Carl Maria von Weber, avec qui il va lier une amitié jusqu'à ses derniers jours.
En 1817 Fürstenau est entré à l'Orchestre municipal de Francfort, où il commença à composer. En 1819, il est devenu flûtiste solo du Hoforchester à Dresde (où il a été engagé par C. M. v. Weber). Cependant il a continué ses tournées de concerts, comme en 1826 où il va à Londres accompagné de Weber déjà très malade et qui décédera là bas.
Parmi les nombreux élèves de Fürstenau, on trouve son fils Moritz Fürstenau (1824-1889), qu'il envoya ensuite étudier à Munich auprès de Theobald Böhm.

## Œuvres
Fürstenau a composé et arrangé de nombreuses œuvres, surtout pour son instrument. Parmi celles-ci on trouve 12 solos de concert et deux concertos pour 2 flûtes ainsi que des duos, trios, et quatuors pour 4 flûtes et aussi des compositions pour flûte et clavier. Ses Études sont aujourd'hui encore utilisées dans l'enseignement.
Sa musique est influencée par ses contemporains, et tout particulièrement Carl Maria von Weber. Ses 8 concertos pour flûtes in Form einer Gesangsszene op. 84 de 1830 sont formellement proches des 8 concertos pour violon in modo d'una scena cantante de Louis Spohr, écrits 14 ans plus tôt.